# Wasleys
Wasleys – miasto w Australii, w stanie Australia Południowa.